# DHL

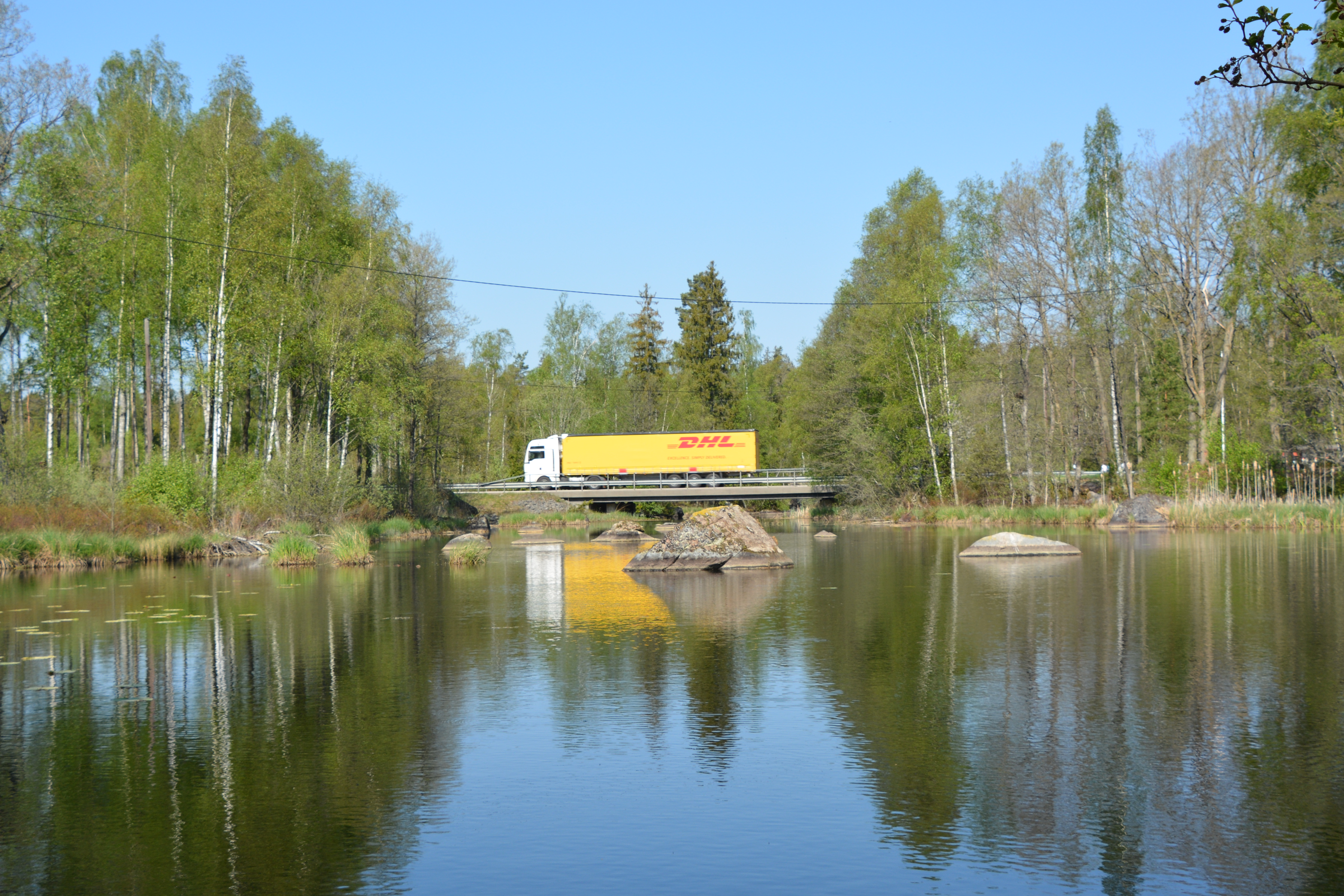
DHL-transport vid bron över Bräkneån i Småland

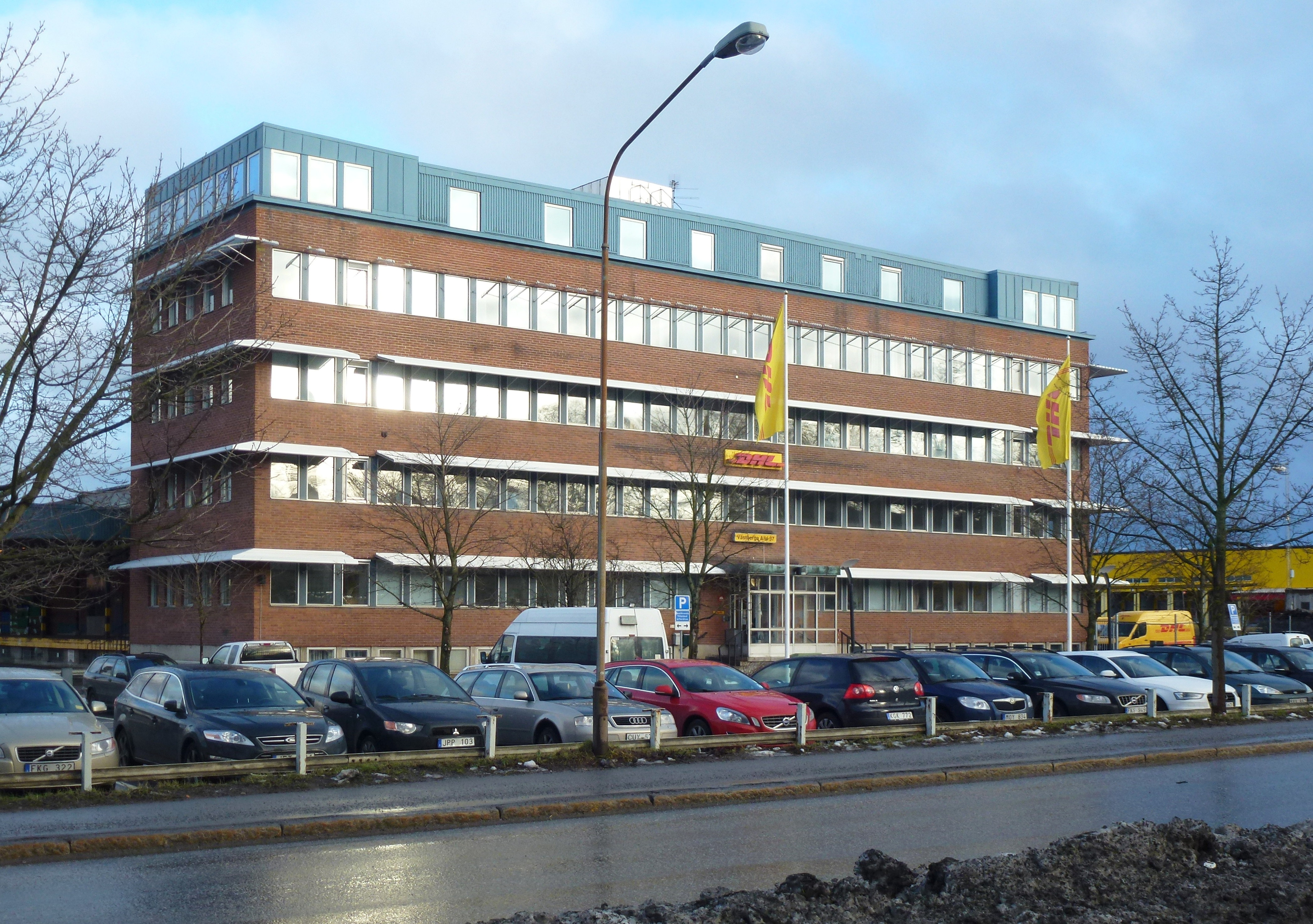
DHL:s fastighet i Västberga industriområde, januari 2015.

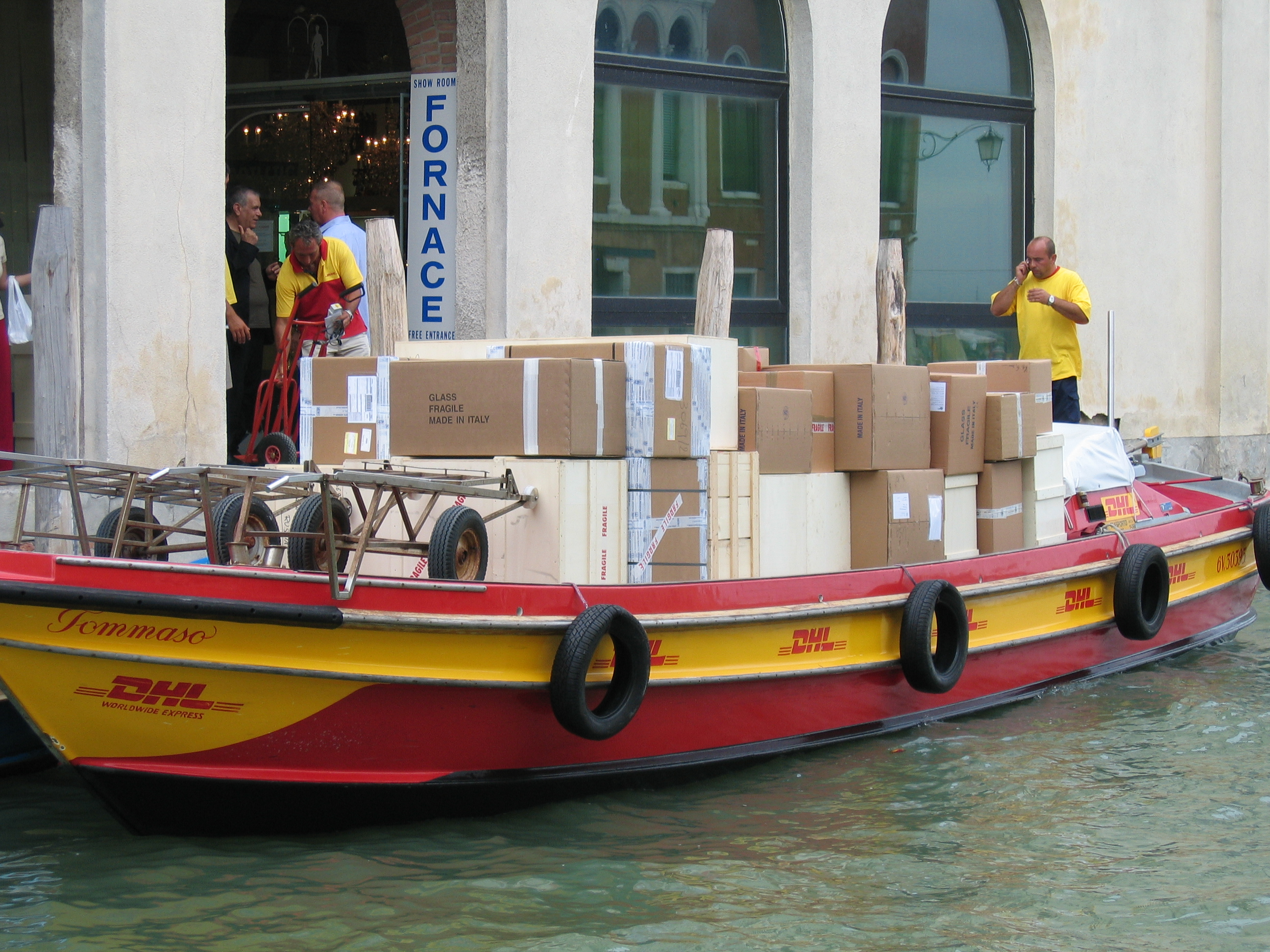
DHL-båt i Venedig, Italien.

DHL (ursprungligen förkortning för Dalsey, Hillblom och Lynn) är ett transport- och logistikföretag som ägs till 100 procent av Deutsche Post World Net. 

## Historia
DHL grundades av Adrian Dalsey, Larry Hillblom och Robert Lynn 1969 som ett kurirservice-företag mellan San Francisco och Honolulu. Frakten bestod då av dokument för tullklarering vilken då redan var ordnad när fartygen anlände med godset. Med åren utökades verksamheten inom flygexpress till hela världen. Några av de större uppköpen var schweiziska Danzas 1999 och brittiska Exel 2006. Deutsche Post började 1998 köpa aktier i DHL och 2002 köpte man slutligen hela innehavet. 2008 invigde man sin nya hub på Leipzig/Halle Airport, vilket är ett av Europas största byggen.
Viktiga årtal
- 1969 – DHL grundas av Dalsey-Hillblom-Lynn i San Francisco
- 1972 – Tjänster introduceras i Japan, Hong Kong, Singapore och Australien
- 1974 – Första kontoret öppnas i London
- 1979 – DHL utökar tjänster till att inkludera även paket
- 1986 – DHL blir det första expressföretaget i Kina
- 1998 – Deutsche Post blir aktieägare i DHL
- 2000 – Deutsche Post köper ASG via dotterbolaget Danzas
- 2002 – Deutsche Post World Net blir 100-procentig aktieinnehavare i DHL
- 2003 – Deutsche Post, DHL och Postbank utgör gruppens varumärkesarkitektur. Signaturfärgerna blir gult och rött.
- 2005 – Deutsche Post World Net köper det brittiska logistikföretaget Exel, med cirka 111 000 anställda i 135 länder
- 2006 – DHL etablerar GoGreen-konceptet
- 2007 – Deutsche Post World Net öppnar DHL Innovation Center i Tyskland
- 2009 – Koncernen byter namn till Deutsche Post DHL

## Idag
De idag integrerade företagen Deutsche Post, Postbank och DHL erbjuder tjänster för hantering och transport av gods, information och betalningar. 2005 hade koncernen en omsättning på 56 miljarder euro, omkring 500 000 medarbetare, i mer än 220 länder och territorier. Detta gör koncernen till en av de största arbetsgivarna och det mest internationella företaget i världen.
DHL:s verksamhet bedrivs inom flera affärsområden.

## DHL Sverige
Det svenska speditionsföretaget ASG blev uppköpt av Danzas 2000 som i sin tur blev uppköpt av DHL.
DHL i Sverige hade 2021 cirka 2 500 anställda och verksamheten bedrivs på ett 30-tal orter runt om i landet